# Mount Northover
Mount Northover är ett berg i Kanada.   Det ligger i provinsen Alberta, i den södra delen av landet, 3 000 km väster om huvudstaden Ottawa. Toppen på Mount Northover är 2 999 meter över havet.
Terrängen runt Mount Northover är huvudsakligen bergig.Trakten runt Mount Northover är nära nog obefolkad, med mindre än två invånare per kvadratkilometer.. Det finns inga samhällen i närheten. 
Trakten runt Mount Northover består i huvudsak av gräsmarker.